# 副司
副司（ふうす）の起源は、住職を補佐する役職である副寺（ふうす）が由来。
また、禅宗寺院の役職の一つ。六知事の一つ。庫頭（こじゅう）、櫃頭、財帛ともいう。都寺（つうす）、監寺（かんす）の下にて、日常の金銭や衣、米麦などの出納を司る所謂会計の役割を担う。
臨済宗・黄檗宗では知客（知賓）を兼任する場合が多い。